# Malur canós occidental
El malur canós occidental (Amytornis textilis) és un ocell de la família dels malúrids (Maluridae).

## Hàbitat i distribució
Habita zones amb petits arbusts o herba d'Austràlia occidental i meridional.